# Língua djimba
Djinba é uma língua línguas aborígenes da Austrália da família das yolŋu, sub-grupo das Pama–Nyungan. É falada por cerca de 53 idosos do povo de mesmo nome que ive na Terra de Arnhem, Território do Norte, Austrália..
Os dialetos das duas Moietys são (a) Ganalbingu (Ganhalpuyngu) e (b) Mandjalpingu (Manydjalpuyngu).
Falantes de Mandjalpingu incluem o tradicional dançarino aborígene David Gulpilil.

## Amostra de texto
(Genesis 1:1-2)
Nyuni balipungur nyinuk garmitj guwang, ngarr ban nyuwarr wandjan bilak ngayil.
Português
Sempre que você vier aqui para este lugar, eu estarei esperando por você de antemão. 

## References
1. ↑  Dixon, R. M. W. (2002). Australian Languages: Their Nature and Development. [S.l.]: Cambridge University Press. p. xxxvi
2. ↑   Djinang and Djinba - A Grammatical and Historical Perspective (PDF)